# 水語
水語是壮侗语系侗台语族侗水语支的一種語言，為水族人所使用，目前這種語言有大約20多萬人使用。主要分布在中國貴州省黔南布依族苗族自治州境内的三都水族自治县，此外，邻近的几个县也有部分散居的水族说水语。

## 方言

### 中国
水语可被划为3种分歧很小的方言(Wei & Edmondson 2008)。
- 三洞土语，90%水语使用者的口音。
  - 三都水族自治县：三洞、水龙、中和、苗草、坝街、甲倒、石奇、佳荣、恒丰、周覃、九仟、塘州、阳蒙
  - 荔波县：瑶庆
  - 独山县：温泉(天星)
  - 榕江县
  - 从江县
- 阳安土语
  - 三都水族自治县：阳安、羊洛、林桥
  - 独山县：董渺
- 潘洞土语
  - 都匀县 ：潘洞
  - 独山县：翁台

水语在广西壮族自治区分布在河池市南丹县龙马村的7千人和六寨镇的1900人(自称是pu44 sui33)。
但是Castro (2011)提出三洞方言可进一步分为两种次方言，中部(分布在三都水族自治县)和南部(分布在荔波县)。南部水语使用者也在文化上有差异，他们过“Maox”节，其他水族群体一般过”Dwac”节。下面是一些说中部和南部水语的村。Castro & Pan (2014)向三洞话中加了两个方言，分别是东部和西部。
Castro & Pan (2014)认为三洞土语有4个次方言，分别是东、西、中、南，给出如下点：
- 三洞土语
  - 东部次土语
    - 三都县都江镇怎累村上村
    - 榕江县仁里水族乡党民村
    - 榕江县三江水族乡故衣村上寨

  - 西部次土语
    - 三都县塘州乡枚育村
    - 三都县廷牌镇新仰村
    - 三都县塘州乡安塘村

  - 中部次土语
    - 三都县三洞乡水根村
    - 三都县中和镇中和村和寨

  - 南部次土语
    - 三都县九阡镇姑偿村
    - 荔波县佳荣镇拉亮村
    - 荔波县水尧水族乡水尧村
    - 榕江县水尾水族乡水尾村
- 阳安土语
  - 三都县塘州乡板良村
  - 独山县本寨水族乡塘联村塘年寨
- 潘洞土语
  - 三都县交梨乡高戎村
  - 都匀市阳和水族乡潘洞村

Castro & Pan (2014)应用计算机系统发生学，得出的水语方言分类如下。潘洞方言是第一个从原始水语上分离的方言，接着是杨安土语和三洞土语。在三洞土语内部，南部次土语的分歧是最大的。
- 水语
  - 潘洞方言
  - (子支)
    - 阳安土语
    - 三洞土语
      - 南部次土语
      - (核心)
        - 西部、中部
        - 东部

### 越南
水语还分布在越南宣光省霑化县鸿光社(霑化市西北62km)。:101-133在越南，水族被划为巴天族。水族人口在1982年越南人口普查中仅剩55人，到2001年回升到100余人。因为巴哼语和岱依语也在鸿光社使用，许多水族人也能流利地说这两种语言。
鸿光社水族老人认为，100到200年前曾从中国迁来8个水族家族，其中2个现在已经被其他民族同化。Edmondson & Gregerson (2001)发现鸿光社水语方言与贵州省三都水族自治县水龙镇的三洞方言最像。

## 音系
水語和同族其他语言有很多共同点，同样具有聲調。水语的一个特点是声母(輔音)非常丰富。三洞方言有四套塞音声母，三套鼻音声母，如果把腭化音、唇化音也包括在内的话，声母一共有70多个。

### 元音
水语有7个元音，有8个双元音，分别是/ai̯ aːi̯ oi̯ ui̯ au̯ aːu̯ eu̯ iu̯/。
|          | 前元音 | 中元音 | 後元音 |
| -------- | ------ | ------ | ------ |
| 高元音   | /i/    | /ɿ/    | /u/    |
| 中高元音 | /e/    | /ə/    | /o/    |
| 低元音   |        | /a/    |        |

### 輔音
|        |              | 唇音  | 齿龈音 | 舌叶音 龈后音 | 硬颚音 | 软腭音 | 软腭音 | 小舌音 | 声门音 |
| 模式   | 唇化         | 唇音  | 齿龈音 | 舌叶音 龈后音 | 硬颚音 |        |        | 小舌音 | 声门音 |
| ------ | ------------ | ----- | ------ | ------------- | ------ | ------ | ------ | ------ | ------ |
| 塞音   | 送气         | pʰ    | tʰ     | t̠ʲʰ           |        | kʰ     | kʷʰ    | qʰ     |        |
| 塞音   | 不送气       | p     | t      | t̠ʲ            |        | k      | kʷ     | q      | ʔ      |
| 塞音   | 前鼻化浊音   | ᵐb    | ⁿd     |               |        | (ɡ)    | (?)    | (ɢ)    |        |
| 塞音   | 前声门化浊音 | ʔb    | ʔd     |               |        | (ʔɡ)   |        |        |        |
| 塞擦音 | 送气         |       | tsʰ    |               |        |        |        |        |        |
| 塞擦音 | 不送气       |       | ts     |               |        |        |        |        |        |
| 擦音   | 清音         | f ~ ɸ | s      | ɕ             |        | x      |        |        | h      |
| 擦音   | 浊音         |       | z      | (ʑ)           |        |        |        |        |        |
| 鼻音   | 清音         | m̥     | n̥      | ɲ̟̊             |        | ŋ̊      | ŋ̊ʷ     |        |        |
| 鼻音   | 浊音         | m     | n      | ɲ̟             |        | ŋ      | ŋʷ     |        |        |
| 鼻音   | 声门化       | ʔm    | ʔn     | ʔɲ̟            |        | ʔŋ     |        |        |        |
| 近音   | 浊音         | ʋ ~ w | l      |               | j      | ɣ      |        | ʁ      |        |
| 近音   | 声门化       |       |        |               | ʔj     | ʔɣ     | ʔw     |        |        |

圆括号里的辅音是1956年的方言学研究《水语调查报告》中提到、但没有在1942年李方桂在荔波县的研究报告中出现的音。(唇-软腭音没有分开列，所以并不清楚它们是否存在so it's not clear if they also existed.)
/x/只在南部水语作为音位出现。/w/被划为唇音，主要是因为它后面可以带/j/介音。/j/可读作浊擦音[ʑ]。前鼻化塞音的鼻化时间非常短。如世界上大多数语言的清鼻音一样，清鼻音在除阻时是浊的。前声门化塞音不是挤喉音或嘎裂声，是真正的声门化。
三都县几个点没有前声门化音和清响音，与其他音合流。

### 韵母
| i |     | iu  | im  | in  | iŋ  | ip  | it  | ik  |
| e |     | eu  | em  | en  | eŋ  | ep  | et  | ek  |
| a | ai  | au  | am  | an  | aŋ  | ap  | at  | ak  |
|   | a:i | a:u | a:m | a:n | a:ŋ | a:p | a:t | a:k |
| o | oi  |     | om  | on  | oŋ  | op  | ot  | ok  |
| u | ui  |     |     | un  | uŋ  |     | ut  | uk  |
| ɿ |     |     | əm  | ən  | əŋ  | əp  | ət  | ək  |

### 聲調
聲調共九個。
舒声调
第一調 13
第二調 31
第三調 33
第四調 53
第五調 35
第六調 55
促声调
第七調（短） 55
第七調（长） 35
第八調 53

### 音节结构
音节结构是CjVCT，其中唇音或舌冠音后可加/j/，/m̥ ʔm ʔw/和塞擦音除外。(/tsj, tsʰj, tsw, tsʰw/出现在晚近的汉语借词中。)若将[ʔ]视作音位，则没有零声母。韵尾辅音C是/p t k m n ŋ/之一。韵尾塞音不发声(声门闭合)、不除阻：[ʔ͡p̚, ʔ͡t̚, ʔ͡k̚]。

## 文字

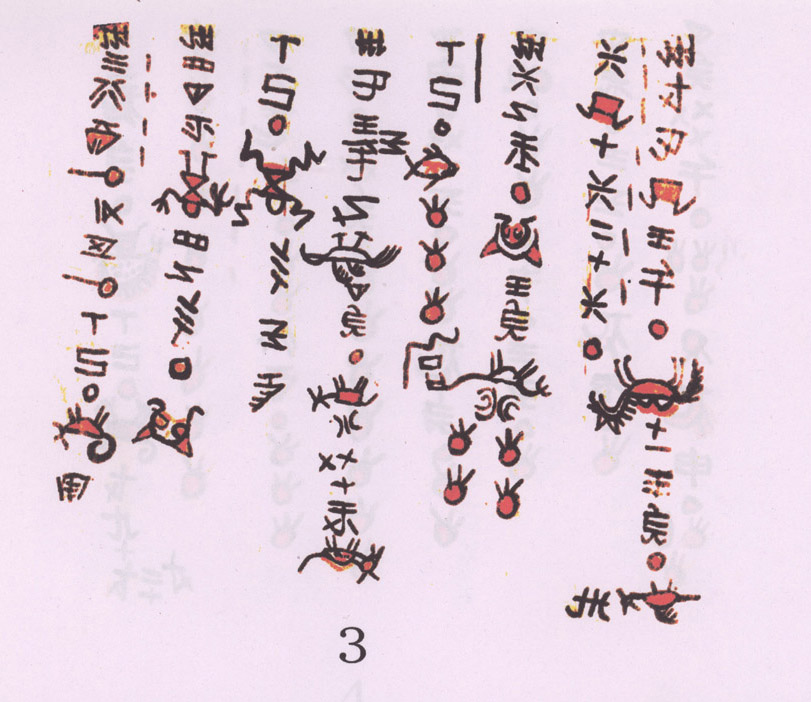
六甲反書

水书是一种语素文字，带些象形符号，可以用来书写水语。:132-135水族语言称其为“泐睢”[lē suǐ]（[suǐ]中文意思为“水”，[lē]意为“书”或“文字”）。中文又称之为反书、水家文、水字。传统上，只有“水书先生”熟悉这套文字，普通水族并不在生活中使用水书。这套文字主要用于占卜和探地术。有至少500个不同的水书字。传说中，陸铎公（ljok8 to2 qong5）发明了水书。有些水书字是象形的，如象鸟、鱼形；有些是反映所指事物的特征的，如蜗牛以向内旋的螺线表示。许多字借自汉字并反写，这也是“反书”称呼的来源。书写形式从右到左直行竖写，无标点符号。见到的水族古文字的载体主要有：口传、纸张手抄、刺绣、刻、木刻、陶瓷煅造等。水书主要靠手抄、口传流传至今。
水书目前严重濒危，不过中国政府目前已经准备语言复兴。2002年3月，“水书”纳入首批“中国国家级非物质文化遗产”。2006年，水书经国务院批准列入第一批国家级非物质文化遗产名录。2018年，将水书收录进Unicode的提议被提出。今日水族用汉语描述日常活动。
水書由水书先生代代相传，其形状类似甲骨文和金文，主要用来记载水族的天文、地理、宗教、民俗、伦理、哲学等文化信息，从右到左直行竖写，无标点符号。水書不完全具備字音對應、獨立成文的功能，因此仍然需要水書先生以專門知識進行解讀。
最新的考古研究表明，水族文字与河南偃师二里头遗址夏陶上的符号有相通之处，水书先生甚至可以大致解读其含义，这引起了考古学界的重视。进而提出了水族先民来自北方和夏陶符号是一种文字的可能性。